# Mediaset España
Mediaset España, cuya razón social es Grupo Audiovisual Mediaset España Comunicación, S.A.U. (anteriormente, Gestevisión Telecinco), es un grupo de comunicación español, filial de MFE-MediaForEurope, de Fininvest. Fue fundado el 10 de marzo de 1989 por la empresa italiana Mediaset, propiedad de Silvio Berlusconi. Su actividad se centra principalmente en la producción y emisión de contenidos televisivos. Actualmente opera los canales de televisión Telecinco, Cuatro, Factoría de Ficción, Boing, Divinity, Energy y Be Mad, así como la plataforma Mediaset Infinity.
El grupo posee varias empresas como parte de su grupo empresarial dependiente de Gestevisión: la agencia de noticias Atlas News, la gestora de publicidad Publiespaña o la productora audiovisual de cine y televisión Telecinco Cinema. A principios de 2011 y como resultado de la absorción de Cuatro, estas compañías dependientes desaparecieron y se integraron en Mediaset España. 
El 11 de marzo de 2011, tras la compra de Cuatro y la creación de nuevos canales, la empresa informó a la CNMV que en la Junta General de Accionistas se modificaría la denominación social de la compañía a Mediaset España.  En 2019 el grupo adquirió el 100% del portal deportivo El Desmarque y además lanzó sus nuevos medios digitales, Uppers y NIUS como nuevos medios nativos digitales.
El 3 de mayo de 2023, Mediaset España dejó de ser un grupo independiente para ser una filial de MFE-MediaForEurope, por lo que desde entonces no cotiza en la bolsa española.

## Historia

### Inicios: etapa Lazarov (1989-1994)
Mediaset España Comunicación (denominado Gestevisión Telecinco desde 1989 hasta 2011) se constituyó el 10 de marzo de 1989 para presentarse al concurso de televisión privada, que anunció el gobierno de Felipe González al amparo de la recién aprobada Ley de Televisión Privada. Su primer presidente fue Germán Sánchez Ruipérez y, con un capital de 250 millones de pesetas, su primera composición societaria se distribuía de la siguiente manera:
- Fininvest, presidida por Silvio Berlusconi (25%).
- Organización Nacional de Ciegos Españoles (ONCE), presidida por Miguel Durán (25%).
- Sociedad Europea de Comunicación e Información (CECISA), perteneciente a Ediciones Anaya, presidida por Germán Sánchez Ruipérez (25%).
- Juan Fernández Montreal, propietario de Chocolates Trapa (15%).
- Promociones Calle Mayor, del empresario de la construcción Ángel Medrano Cuesta (10%).

El 25 de agosto de 1989 obtuvo junto a Antena 3 de Televisión y Prisa TV, la licencia de emisión en concesión de diez años, para operar un canal de televisión privado en abierto de ámbito nacional. A comienzos de 1990, las discrepancias surgidas entre los socios, por un lado, Anaya y Fernández Montreal, dueños del 40% y por el otro, Berlusconi, la ONCE y Ángel Medrano dueños de la parte restante, provocaron la salida del presidente, Germán Sánchez Ruipérez, y de Juan Fernández Montreal. Con esta salida, el hasta el momento vicepresidente, Miguel Durán, pasó a ser el presidente de la sociedad.
La salida de Anaya y Juan Fernández Montreal provocó varios movimientos accionariales, entre ellos la entrada en Mediaset España Comunicación del empresario catalán Javier de la Rosa, propietario de Gran Tibidabo, quien adquirió un 25% del capital a través de la sociedad Telefuturo. Ya con Miguel Durán como presidente y Valerio Lazarov, hasta entonces responsable de Canale 5, Telecinco se convirtió en la segunda cadena privada en emitir a nivel nacional en España. Sus emisiones se iniciaron el 3 de marzo de 1990 a las 20h00 con la emisión de la gala inaugural ¡Por fin juntos!, presentada por Victoria Abril y Miguel Bosé desde el Teatro Lope de Vega de Madrid y posteriormente la emisión de la película En busca del arca perdida y un combate de boxeo. Las primeras emisiones solo se realizaban para Madrid y Barcelona y el horario de la programación se limitaba a la tarde/noche.

### Etapa Carlotti (1994-1999)
A partir de 1993 la fórmula de Lazarov empezó a sufrir un importante desgaste, siendo desbancada en los índices de audiencia por su competidora directa, Antena 3. Este hecho, sumado a las fuertes pérdidas económicas, provocaron una crisis institucional, que motivó la salida de la ONCE del accionariado de la empresa y la sustitución en diciembre de 1994, de Valerio Lazarov por Maurizio Carlotti, hombre de confianza de Berlusconi.
Una de las primeras medidas de Carlotti fue aplicar drásticos recortes de gastos, con el despido del 40% de la plantilla, lo que ocasionó la primera huelga en una televisión privada en España. En 1996 el Grupo Correo-Prensa Española, posteriormente renombrado como Vocento, entró en el accionariado al adquirir el paquete de la ONCE por 81,14 millones y se nombró a Alejandro Echevarría como presidente de Telecinco en lugar de Miguel Durán el 15 de mayo. Un año después, Telecinco estrenó nueva identidad corporativa eliminando el logotipo característico de las televisiones controladas por Mediaset.
Durante este periodo, los cambios accionariales de 1990 fueron investigados por la Fiscalía Anticorrupción, que solicitó al juez de la Audiencia Nacional, Baltasar Garzón, la imputación de 38 personas, entre ellas Silvio Berlusconi, Valerio Lazarov, Javier de la Rosa, Ángel Medrano y Miguel Durán, por presunto fraude fiscal y vulneración de la Ley de la Televisión ya que según la Fiscalía y la Abogacía del Estado, Fininvest y ONCE habían introducido a testaferros en el accionariado de la sociedad con el objetivo burlar el límite del 25% del capital establecido por la ley.

### Etapa Vasile (1999-2022)
En marzo de 1999, Maurizio Carlotti fue nombrado vicepresidente, siendo sustituido como consejero delegado por Paolo Vasile, también afín a la órbita de Mediaset que desde septiembre de 1998 ejercía como consejero delegado adjunto. Durante el periodo de Vasile en Telecinco, en el año 2000 se estrena el primer concurso de telerrealidad español llamado Gran hermano, que pasaría a ser clásico en la televisión y que llevaría a dicha cadena a la segunda plaza en sus audiencias anuales.
En 2002, el grupo Vocento vendió el 12% de sus acciones a Mediaset por 276 millones por incompatibilidad de este número de acciones, con las que tenía en la nueva concesionaria de televisión digital Sociedad Gestora de Televisión Net TV. Por otro lado, el 3 de abril del mismo año comienzan las emisiones del canal a través de la TDT.
El 24 de junio de 2004, el Grupo Gestevisión Telecinco entró en el mercado bursátil. Sus acciones consiguieron una rápida revalorización (un 49,6% en los cinco meses) y en enero de 2005 entró en el índice IBEX 35. Para llevar a cabo el debut bursátil, Publiespaña se integró en Telecinco. Tras su salida a bolsa en 2004, el Grupo Telecinco quedaba compuesto por Mediaset, con el 50,1% de las acciones, Vocento con el 5,1% y el restante 44,8% en capital flotante y accionistas de bolsa.
El 30 de noviembre de 2005 comenzaron las emisiones de dos nuevos canales temáticos, exclusivamente digitales. Por un lado Telecinco Sport, dedicado exclusivamente al deporte y por otro Telecinco Estrellas, centrado en la ficción y el entretenimiento.
En 2006, Telecinco adquiere el 15% de la productora Miramón Mendi y tras esa compra, la productora queda atada a la cadena de Fuencarral con un contrato de exclusividad, es decir, Miramón Mendi (la actual Alba Adriática) no puede vender ningún producto a ninguna cadena a no ser que este fuese rechazado por Gestevisión Telecinco y en julio de 2007, Mediacinco Cartera -sociedad participada en un 75% por Gestevisión Telecinco y el 25% Mediaset- junto con Cyrte Fund y GS Capital Partners adquirió a Telefónica el 75% de Endemol, la mayor productora europea. Por otro lado, en diciembre del mismo año se pone en marcha un cuarto canal, considerado como servicio adicional, llamado Cincoshop, dedicado a la teletienda.
El 18 de febrero de 2008, Gestevisión Telecinco decide renovar sus canales de TDT. Telecinco Sport fue sustituido por un canal con tintes más generalistas llamado Telecinco 2 y Telecinco Estrellas es sustituido por un canal de la misma temática, pero que recuperaba una marca histórica de la televisión de pago (Factoría de Ficción) llamado FDF Telecinco.
En mayo de 2009, la compañía vuelve a retocar sus canales digitales de televisión terrestre. El cambio más importante se produce en Telecinco 2, que pasa a llamarse La Siete, una televisión con el mismo contenido generalista, pero enfocada a los jóvenes y centrada en el entretenimiento y las telerrealidades. Por otro lado, el canal FDF Telecinco pierde su logotipo histórico, pero recupera el nombre completo de la marca, renombrándose Factoría de Ficción. Por otro lado, a lo largo del año, Vocento fue vendiendo en el mercado parte de su paquete del 5,1%, confirmándose el 1 de agosto, su salida definitiva de la empresa.
El 19 de julio de 2010, Telecinco, La Siete y Factoría de Ficción se suman a la pauta única publicitaria (ideada inicialmente por Antena 3 con la conocida como publicidad simultánea o 3.0), es decir, emitir exactamente los mismos anuncios en las tres cadenas, ocasionando cortes bruscos y aumento de la publicidad en los canales secundarios, algo muy criticado por los usuarios, pero supuestamente muy rentable según el Grupo Antena 3. Empezaron probándola por franjas hasta implantarla al 100% en agosto de 2010. Finalmente decidieron desechar la pauta única y cada canal emite sus propios anuncios.
El 31 de diciembre de 2010, tras el cierre de CNN+, nació GH 24 horas, un canal de telerrealidad que conectaba las 24 horas del día con el concurso. Como el canal era provisional, cerró el 1 de marzo de 2011 y nació Divinity, un canal dirigido especialmente al público femenino que refleja el espíritu riguroso y desenfadado del mundo de las celebrities, las tendencias y la crónica social. Días después, el día 11 de marzo, tras la compra de Cuatro y la creación de nuevos canales, la empresa informó a la Comisión Nacional del Mercado de Valores que en la Junta de Accionistas celebrada los días 13 y 14 de abril del mismo año, modificaría la denominación social de la compañía Gestevisión Telecinco por Mediaset España Comunicación.
El 19 de diciembre de 2011 Canal+ 2 cesó sus emisiones en Televisión digital terrestre debido al poco éxito de la TDT Premium y al discreto número de abonados con el que contaba la cadena de Prisa. El canal fue sustituido en TDT por Energy, el canal masculino en abierto de Mediaset España, aunque Canal+ 2 sigue emitiendo a través de las plataformas de pago.
El 6 de febrero de 2012, tres canales del grupo (Telecinco, Factoría de Ficción y La Siete) cambiaron su imagen corporativa asemejándose a la del canal masculino Energy. Desde entonces, la nueva imagen de los canales del grupo, se enmarcan dentro de una bola en 3D, tanto en las moscas como en las autopromociones, cortinillas y diversos elementos. Además, Telecinco HD, cambió también su logotipo, aunque añadiendo únicamente las siglas HD.

Por su parte, el 26 de abril de 2012 apareció Cuatro HD, la señal en alta definición de Cuatro.
El 31 de diciembre de 2012 (a las 23h30 UTC), retomaron el proyecto LaNueve bajo la marca Nueve. Se trata de un canal temático dirigido especialmente al público femenino convencional. Este canal emite una programación diaria compuesta especialmente por miniseries, telenovelas, series, programas de televisión de actualidad, talent shows, espacios divulgativos y la emisión en directo durante varias horas de la casa de Gran hermano, además de la emisión de cine.
Con la fusión de Telecinco y Cuatro, el grupo pasó a tener un total de ocho canales en TDT siendo Telecinco, Cuatro, La Siete, Factoría de Ficción, Boing, Divinity, Energy y Nueve, además de Telecinco HD y Cuatro HD, las señales en alta definición de las principales cadenas generalistas de la compañía. Sin embargo, el 6 de mayo de 2014, La Siete y Nueve cesaron sus emisiones en abierto como consecuencia de una sentencia del Tribunal Supremo, que anuló las concesiones de emisión TDT para nueve canales por haber sido otorgadas sin el preceptivo concurso público que rige la Ley General de Comunicación Audiovisual. De este modo, el grupo pasó a gestionar un total de seis canales, los cuales se vieron aumentados con la llegada de Be Mad en 2016.
En abril de 2019, con el fin de mejorar las audiencias de Cuatro, se puso en marcha el concepto de "televisión transversal", en el que un programa comenzaba en un canal y terminaba en otro. Este concepto se estrenó en la emisión de Supervivientes: Tierra de Nadie (2019-2021), que emitía su primera hora en Telecinco y el resto del programa en Cuatro. Esta misma estrategia se llevó a cabo con Gran Hermano VIP: Límite 48 horas (2019), El debate de las Tentaciones (2020-2021), La casa fuerte: Código secreto  (2020) y Secret Story: Cuenta atrás (2021), además de con La habitación del pánico (2020), que comenzaba su emisión en Cuatro y finalizaba en Divinity. Además, también se llevó a cabo en la primera edición de La isla de las tentaciones (2020), que emitía su programa de los martes en Cuatro y su programa de los jueves en Telecinco, llegando a ser la emisión más vista de la historia de Cuatro.
Finalmente, tras la bajada de audiencia de Telecinco a finales de 2021, se decidió prescindir de esta práctica con el fin de mejorar las audiencias del primer canal del grupo, siendo Secret Story: Cuenta atrás el último programa que se emitió conjuntamente en las dos cadenas.

### Etapa Salem (2023-presente)
Desde agosto de 2021, Telecinco y Cuatro vieron descender progresivamente su audiencia, perdiendo en 2022, la primera de ellas, el liderazgo anual por primera vez en 10 años y obteniendo tanto Mediaset España, como Telecinco y Cuatro, sus mínimos históricos anuales. En el caso de Mediaset España, su mínimo desde la fusión de Gestevisión Telecinco con Sogecuatro en 2011.
El 20 de abril de 2022, Alejandro Echeverría dejó la presidencia de Mediaset España tras 26 años, en su lugar fue nombrado Borja Prado. A finales de 2022, El Mundo hizo público que Paolo Vasile abandonaría su puesto como consejero delegado a finales de año, siendo desmentido posteriormente por el propio Vasile y la compañía. Al poco tiempo, Mediaset España confirmó la salida de Vasile —salida pactada en 2019, pero qué fue postergada por la pandemia de COVID-19, percibiendo una indemnización de seis millones de euros— y el nombramiento en su lugar de tres consejeros delegados, cada uno al frente de diferentes áreas del grupo: Alessandro Salem (Contenidos), Massimo Mussolino (Gestión y Operaciones) y Stefano Sala (Publiespaña). Borja Prado, presidente desde abril, asumió funciones ejecutivas a diferencia de Echeverría, estando al frente de Relaciones Externas e Institucionales, Asuntos Jurídicos y Regulatorios, Auditoría Interna, Cumplimiento Normativo y Responsabilidad Social, además de las labores de apoyo y colaboración a la línea editorial de los programas informativos. Todos estos cambios entrarían en vigor el 1 de enero de 2023.
Tras asumir su cargo, Salem, encargó la producción de diferentes programas para revitalizar la audiencia de Cuatro y acometió cambios en la parrilla de Telecinco, como la finalización de Sálvame y sus espacios derivados en los meses de junio y julio de 2023  —tras 14 años, por un progresivo desgaste desde julio de 2021— y el paso de Ana Rosa Quintana a las tardes desde el mes de septiembre de 2023.
El 6 de junio de 2023, Mediaset España hizo público un ajuste en cuanto a las competencias de sus consejeros delegados y su presidente. Alessandro Salem pasó a tener el mando sobre las áreas de Gestión y Operaciones, Dirección General Corporativa, Comunicación y Relaciones Externas, Publiespaña, Contenidos, Informativos e Informativos Telecinco, dependiendo de él los consejeros delegados de Gestión y Operaciones, Massimo Mussolino y Publiespaña, Stefano Sala. Por su parte, Borja Prado tendría bajo su batuta el Área de Relaciones Institucionales, de la que sería director Mario Rodríguez, que sería a su vez director general Corporativo pero que dejaría de ser adjunto al presidente.

## Actividades

### Televisión
Siguiendo el Plan de Televisión digital terrestre en España, aprobado por el Real Decreto 2169/1998, Telecinco comenzó las emisiones digitales terrestres el 3 de abril de 2002, emitiendo la misma programación en analógico y digital hasta el 2 de abril de 2010, día en que se produjo el apagón analógico. Por otro lado, el 19 de febrero de 2002 el canal comenzó a emitir a través del dial 65 de Canal Satélite Digital.
El 30 de noviembre de 2005, comenzaron las emisiones de dos nuevos canales temáticos exclusivamente digitales: Telecinco Sport (dedicado al deporte) y Telecinco Estrellas (centrado en la ficción y el entretenimiento). En diciembre de 2007 se pone en marcha un cuarto canal, Cincoshop, dedicado a la televenta.
El 18 de febrero de 2008, dos nuevos canales temáticos, Telecinco 2 y FDF Telecinco sustituyeron a Telecinco Sport y Telecinco Estrellas respectivamente. Por otro lado, el 18 de mayo de 2009, Telecinco 2 pasó a llamarse La Siete para asociar el canal con el dial 7 del mando a distancia y el 25 de julio del mismo año, FDF Telecinco cambió su nombre a Factoría de Ficción.
El 1 de septiembre de 2010 nació Boing, un canal temático infantil-juvenil y el 20 de septiembre Telecinco HD, un canal que emite la programación de dicho canal en alta definición. Por otro lado, en el mismo mes y año, el Ministerio de Industria, Turismo y Comercio exigió a la compañía el cierre inmediato de Cincoshop, ya que consideró que estaba vulnerando el límite de cuatro emisiones simultáneas que recoge la Ley General Audiovisual. Días después, el Gobierno también exigió el cierre de Canal Club y Tienda en Veo a Prisa TV y Veo Televisión respectivamente, por los mismos motivos.
El 31 de diciembre de 2010 tras el cierre de CNN+, nació Gran Hermano 24 horas, un canal de telerrealidad que conectaba las 24 horas del día con el concurso. Como el canal era provisional cerró el 1 de marzo de 2011 y nació Divinity, un canal dirigido especialmente al público femenino que refleja el espíritu riguroso y desenfadado del mundo de las celebrities, las tendencias y la crónica social. 
Meses después, en concreto el 19 de diciembre de 2011, Canal+ 2 cesó sus emisiones en Televisión digital terrestre debido al poco éxito de la TDT Premium y al discreto número de abonados con el que contaba la cadena de Prisa. El canal fue sustituido en TDT por Energy, el canal masculino en abierto de Mediaset España, aunque Canal+ 2 sigue emitiendo a través de las plataformas de pago.
El 31 de diciembre de 2012, Mediaset España retomó el proyecto LaNueve bajo la marca Nueve. Se trata de un canal temático dirigido especialmente al público femenino convencional. Este canal emite una programación diaria compuesta especialmente por miniseries, telenovelas, series, programas de actualidad, talent shows, espacios divulgativos y la emisión en directo durante 12 horas de la casa de Gran hermano, además de la emisión de cine.
El 6 de mayo de 2014, La Siete y Nueve cesaron sus emisiones en abierto como consecuencia de una sentencia del Tribunal Supremo, que anuló las concesiones de emisión TDT para nueve canales por haber sido otorgadas sin el preceptivo concurso público que rige la Ley del Audiovisual.
Tras todos estos cambios, Mediaset España pasó a tener un total de seis canales en TDT siendo Telecinco, Cuatro, Factoría de Ficción, Boing, Divinity y Energy, además de Telecinco HD y Cuatro HD, las señales en alta definición de las principales cadenas generalistas del grupo.
En abril de 2015, Mediaset España presentó su candidatura al concurso de licencias convocado por el Gobierno para poner en marcha un canal de televisión. La legislación relacionada indicaba que iniciarían sus emisiones seis canales, tres de ellos en alta definición (HD) y otros tres en definición estándar (SD). Mediaset presentó su oferta para optar a 2 canales, uno en HD y otro en SD, tal y como permitían las condiciones del concurso. Seguidamente, en el mes de junio, Mediaset pasó la valoración de corte para poder seguir participando en el concurso, el cual se resolvió en octubre de 2015, tras el informe favorable de la mesa de adjudicación de la Secretaría de Estado de Telecomunicaciones y para la Sociedad de la Información que dio traslado al Ministerio de Industria. El 16 de octubre de 2015 durante la rueda de prensa del Consejo de Ministros, el Ministerio de Industria hizo pública la adjudicación, resultando Mediaset España ganadora de una licencia para emitir un canal en alta definición (HD). Así, Mediaset lanzó Be Mad el 28 de abril de 2016, que emitiría a través del multiplex MPE-5, para todo el territorio nacional junto con otros dos canales HD.
Desde enero de 2011, Mediaset España pasó a gestionar un total de seis canales de televisión en abierto, —además dos que emiten la señal en alta definición de los principales canales generalistas— de acuerdo al proyecto de fusión entre dicha sociedad y Grupo Prisa en diciembre de 2009. Con esta unión de empresas, Mediaset se convirtió en la mayor compañía de televisión del país por cuota de audiencia. Luego, tras el concurso de licencias de 2015, pasaron a ser siete los canales que opera el grupo. Todas las cadenas se pueden ver a través de la señal digital terrestre, plataformas de satélite o cable. Desde el 14 de febrero de 2024 todos sus canales comienzan a emitir en HD, cesando las señales SD.
| Logo | Canal                             | Inicio de transmisiones           | Formato de imagen |
| ---- | --------------------------------- | --------------------------------- | ----------------- |
|      | Telecinco Canal generalista       | 3 de marzo de 1990 (35 años)      | HD                |
|      | Cuatro Canal generalista          | 7 de noviembre de 2005 (19 años)  | HD                |
|      | Factoría de Ficción Canal juvenil | 18 de febrero de 2008 (17 años)   | HD                |
|      | Boing Canal infantil              | 1 de septiembre de 2010 (14 años) | HD                |
|      | Divinity Canal femenino           | 1 de abril de 2011 (14 años)      | HD                |
|      | Energy Canal de series            | 9 de enero de 2012 (13 años)      | HD                |
|      | Be Mad Canal de cine.             | 21 de abril de 2016 (9 años)      | HD                |

### Cronología de las frecuencias

#### Extintos
| Canal | Inicio de transmisiones           | Cese de transmisiones              | Formato de imagen |
| --- | --------------------------------- | ---------------------------------- | ----------------- |
| Telesat 5 Canal de entretenimiento por satélite.                                                                                               | abril de 1994 (31 años)           | 15 de septiembre de 1997 (27 años) | SD                |
| FDF Canal de entretenimiento. Gestión compartida con Antena 3                                                                                  | 19 de junio de 2000 (25 años)     | 1 de julio de 2007 (18 años)       | SD                |
| Telecinco Estrellas Canal de entretenimiento.                                                                                                  | 30 de noviembre de 2005 (19 años) | 17 de febrero de 2008 (17 años)    | SD                |
| Telecinco Sport Canal de deporte. | 30 de noviembre de 2005 (19 años) | 17 de febrero de 2008 (17 años)    | SD                |
| Promo TV Canal de televenta. | 2008 (17 años)                    | 1 de junio de 2009 (16 años)       | SD                |
| Telecinco 2 Canal generalista. | 18 de febrero de 2008 (17 años)   | 18 de mayo de 2009 (16 años)       | SD                |
| 40 Latino Canal de música. | noviembre de 2005 (19 años)       | 23 de agosto de 2010 (14 años)     | SD                |
| Cincoshop Canal de televenta. | abril de 2008 (17 años)           | 30 de septiembre de 2010 (14 años) | SD                |
| CNN+ Canal de noticias. | 27 de enero de 1999 (26 años)     | 28 de diciembre de 2010 (14 años)  | SD                |
| Gran Hermano 24 horas Canal de entretenimiento.                                                                                                | 28 de diciembre de 2010 (14 años) | 1 de marzo de 2011 (14 años)       | SD                |
| Canal Club Canal de televenta. | septiembre de 2007 (17 años)      | 1 de abril de 2011 (14 años)       | SD                |
| Canal+ 2 Canal generalista. | 23 de agosto de 2010 (14 años)    | 19 de octubre de 2011 (13 años)    | SD                |
| La Tienda en Casa Canal de televenta. | 1 de abril de 2011 (14 años)      | 31 de diciembre de 2012 (12 años)  | SD                |
| La Siete Canal de entretenimiento. | 18 de mayo de 2009 (16 años)      | 6 de mayo de 2014 (11 años)        | SD                |
| Nueve Canal de entretenimiento. | 1 de enero de 2013 (12 años)      | 1 de mayo de 2014 (11 años)        | SD                |
| CaribeVisión Canal de entretenimiento para Estados Unidos. Fue fundado en el 11 de septiembre de 2007, y durante un año formó parte del grupo. | 17 de enero de 2008 (17 años)     | 12 de octubre de 2009 (15 años)    | SD                |
| 8TV Canal generalista en catalán. Nació el 23 de abril de 2001, y durante dos años formó parte del grupo.                                      | 21 de mayo de 2015 (10 años)      | 6 de junio de 2017 (8 años)        | SD                |

#### Antiguas antenas regionales
| Canal | Inicio de transmisiones                                                                           | Cese de transmisiones                                                                     | Formato de imagen |
| --- | ------------------------------------------------------------------------------------------------- | ----------------------------------------------------------------------------------------- | ----------------- |
| Tele 5 Catalunya Emisión de informativos presentados por Carme Chaparro desde 1998, ampliándose al mediodía en 1999. Aunque ya desde 1994 se emitieron películas en catalán mediante el sistema dual, así como de algunos anuncios y series en catalán, como Melrose Place, Expediente X, Policías de Nueva York, Sensación de vivir, Conan, el aventurero, 7 vidas, Hospital Central o Al salir de clase. | 27 de febrero de 1994 (31 años) (ficción en catalán) 20 de enero de 1998 (27 años) (informativos) | 19 de diciembre de 2003 (21 años)                                                         | SD                |
| Tele 5 País Vasco Emisión de informativos regionales y de otros programas de producción propia. Los informativos se emitieron en castellano desde 1998 hasta 2004. En 1997 comenzó la emisión del primer programa de Tele 5 en desconexión regional, llamado Frontón, que se emitía los sábados de 18:00 a 19:30 horas para el País Vasco, Navarra y La Rioja. El 22 de noviembre de 2003 el programa pasó a emitirse de madrugada en La 2 para toda España. El programa volvió a emitirse en la señal analógica de Telecinco desde el 4 de diciembre de 2004 hasta el apagón analógico en desconexión para las comunidades anteriores, y también para Castilla y León, cada domingo de 17:45 a 19:45 horas. Entre 2007 y 2008 el programa se emitía, además, para toda España a través de Telecinco Sport. | 11 de enero de 1997 (28 años) (Frontón) 29 de septiembre de 1998 (26 años) (informativos)         | finales de julio de 2004 (21 años) (informativos) 21 de marzo de 2010 (15 años) (Frontón) | SD                |
| Telecinco Galicia Emisión de informativos regionales en castellano. | 26 de mayo de 1998 (27 años)                                                                      | finales de julio de 2001 (24 años)                                                        | SD                |
| Telecinco Comunitat Valenciana Emisión de informativos regionales en castellano. Se crean al mismo tiempo los informativos en Valencia, Madrid y Andalucía. | 3 de mayo de 1999 (26 años)                                                                       | finales de julio de 2001 (24 años)                                                        | SD                |
| Telecinco Madrid Emisión de informativos para Madrid. En septiembre de 2001, con la reestructuración de Telecinco, se eliminaron los centros de Andalucía, Galicia y la Comunidad Valenciana, y se redujeron los informativos de Cataluña, País Vasco y Madrid a 6 minutos y 30 segundos al día. El 19 de diciembre de 2001 se eliminaron los informativos de Cataluña y Madrid, aunque se mantuvieron los del País Vasco hasta julio de 2004 debido a su alto grado de especialización. | 3 de mayo de 1999 (26 años)                                                                       | 19 de diciembre de 2003 (21 años)                                                         | SD                |
| Telecinco Andalucía Emisión de informativos regionales. | 3 de mayo de 1999 (26 años)                                                                       | finales de julio de 2001 (24 años)                                                        | SD                |

Además, la señal de Telecinco en Canarias aún emite desconexiones publicitarias.
| Canal | Inicio de transmisiones   | Cese de transmisiones | Formato de imagen |
| --- | ------------------------- | --------------------- | ----------------- |
| Telecinco Canarias Desconexión exclusivamente publicitaria hecha en la variedad dialectal canaria. Desde el 1 de marzo de 2015 emite las desconexiones publicitarias en HD. | finales de 1998 (26 años) | En emisión            | SD HD             |

#### Televisión en el exterior
El canal para el exterior de Mediaset España está disponibles a través de diversas plataformas de pago alrededor del mundo.
| Canal | Canal                       | Inicio de transmisiones      | Cese de transmisiones       | Formato de imagen |
| ----- | --------------------------- | ---------------------------- | --------------------------- | ----------------- |
|       | Cincomas Canal generalista. | 22 de enero de 2016 (9 años) | 21 de mayo de 2020 (5 años) | HD                |

### Radio
- Radioset: canal de radio que emite a través de Internet.

### Cine
Según la ley 7/2010, de 31 de marzo, General de la Comunicación Audiovisual, "los prestadores del servicio de comunicación audiovisual televisiva de cobertura estatal o autonómica deberán contribuir anualmente a la financiación anticipada de la producción europea de películas cinematográficas, películas y series para televisión, así como documentales y películas y series de animación, con el 5 por 100 de los ingresos devengados en el ejercicio anterior conforme a su cuenta de explotación". Telecinco Cinema es la sociedad del grupo encargada de la producción cinematográfica, llegando a convertirse en un referente de la industria del cine español. Ha producido películas exitosas como Lo imposible, Ágora, Alatriste, Ocho apellidos vascos, No habrá paz para los malvados, Un monstruo viene a verme, Spanish Movie o Las aventuras de Tadeo Jones.

### Empresas del grupo
Mediaset España controla diversas empresas del mundo de la comunicación como:
- Atlas News: (100%), agencia de noticias y productora de espacios informativos.
- Publiespaña: (100%), gestora de publicidad de todas las cadenas del grupo.
- Grupo Editorial Telecinco (GET): (100%), explotación comercial de las obras musicales de la cadena.
- Publimedia Gestión: (100%), comercialización de soportes multimedia.
- Conecta 5 Telecinco: (100%), explotación de contenidos audiovisuales en internet.
- Compañía Independiente de Noticias de Televisión, S.L. (100%), (producción de Noticias Cuatro).
- Sogecuatro S.L. (100%), Compañía Independiente de Noticias de Televisión S.L., Sogecable Media y Sogecable Editorial.
- Mediterráneo Audiovisual S.L.U: Es una sociedad que agrupa en una misma estructura organizativa a las productoras de contenidos audiovisuales, cinematográficos y digitales en las que participa la compañía, que son:
  - Telecinco Cinema: (100%), productora de corte audiovisual cinematográfica.
  - Producciones Mandarina: (30%), productora de programas y series de televisión.
  - Bulldog TV: (30%), productora de programas y reality shows.
  - Alea Media: (40%), junto a Aitor Gabilondo (60%) productora de series de televisión.
  - Supersport: (30%), junto a Producciones Mandarina: (32,5%), J. J. Santos (27,5%) y Manu Carreño (10%). Productora de programas deportivos de televisión y retransmisiones deportivas.
  - Unicorn Content: (30%), junto a Ana Rosa Quintana (70%).
  - Alma Productora Audiovisual: Junto a Iker Jiménez y Carmen Porter.
  - Vodevil TV: Junto a  Risto Mejide.
  - Megamedia: Producción de contenido multimedia.

### Televisión conectada (HbbTV)
En mayo de 2011, Mediaset España y Telefónica firmaron un acuerdo para poner en marcha las primeras pruebas en la Televisión Conectada a Internet, usando la tecnología HbbTV (Hybrid Broadcast TV). Esta se empezó a ofrecer desde el 18 de junio de 2011 en modo de pruebas.
A partir de su implementación total Mediaset España ha podido ofrecer sus contenidos en plataformas de vídeo en Internet, disponibles de esta forma tanto para ordenadores y tabletas como para aparatos de televisión con conexión a Internet. De igual modo, con esta tecnología se puede acceder a las redes sociales a través del televisor.
Por otro lado, desde junio de 2018, cuenta con la plataforma LOVEStv. Esta fue desarrollada junto a RTVE y Atresmedia.

### Plataformas de televisión en línea
- El 16 de noviembre de 2011, Mediaset España lanzó una plataforma de televisión en línea, a través del portal Mediaset Infinity (hasta 2025, Mitele). Sus contenidos son series y programas de Telecinco y Cuatro, en directo o a la carta. Es gratuita y no es necesario registrarse para acceder.[117]
- Mtmad: plataforma únicamente de contenido en línea.

## Fusiones

### Fusión Gestevisión Telecinco-Sogecuatro
El 18 de diciembre de 2009, Mediaset, accionista mayoritario de Gestevisión Telecinco y Grupo Prisa, dueña de la totalidad de Prisa TV, presentaron un acuerdo por el que la licencia de la segunda (filial de Sogecable) se integraría en la primera.
Tras el acuerdo de fusión, Cuatro y su licencia de emisión se separaron de Prisa TV, formando así Sogecuatro. Esta empresa fue adquirida en su totalidad por Gestevisión Telecinco. Junto con este acto, Grupo Prisa obtuvo acciones de nueva emisión de Mediaset España del 18% del capital social de esta empresa.
Previamente a este acuerdo, se formalizó la entrada de Gestevisión Telecinco en el accionariado de Canal+, con el 22% de las acciones.
Meses después, en concreto el 23 de agosto de 2010, 40 Latino cesó sus emisiones en TDT para ser sustituido por Canal+ 2. Sin embargo, el canal sufrió una profunda renovación de su programación, ya que siguió emitiendo para plataformas de pago como Canal+ o Movistar TV. Más tarde, con la nueva temporada, llegaron Boing, un canal derivado del contenedor de series y dibujos animados orientado hacia el público infantil y juvenil y Telecinco HD, la señal en alta definición de Telecinco. Además, tras la compra de Cuatro por parte de Mediaset y la entrada de esta en el accionariado de Canal+ en diciembre de 2009, en enero de 2011 se produjo una fusión de medios materiales y humanos entre Informativos Telecinco y Noticias Cuatro con sede en las instalaciones de Mediaset España en Fuencarral. Aun así, el 31 de diciembre de 2010, Prisa cerró el canal de noticias CNN+ a causa de la expiración del contrato y la renuncia por parte de Prisa de mantener el canal, ya que las perspectivas de negocio para los próximos meses no eran para nada positivas. El canal de noticias fue reemplazado el 31 de diciembre de 2010 por Gran Hermano 24 horas, un canal de telerrealidad que conectaba las 24 horas del día con el concurso. El canal era provisional, cerró el 1 de marzo de 2011 y nació Divinity, un canal dirigido especialmente al público femenino que refleja el espíritu riguroso y desenfadado del mundo de las celebrities, las tendencias y la crónica social. Por último, el 19 de diciembre de 2011, Canal+ 2 cesó sus emisiones en Televisión digital terrestre debido al poco éxito de la TDT Premium y al discreto número de abonados con el que contaba la cadena de Prisa. El canal fue sustituido en TDT por Energy, el canal masculino en abierto de Mediaset España. Por su parte, el 26 de abril de 2012 apareció Cuatro HD, la señal en alta definición de Cuatro. Finalmente, Mediaset España recuperó el 31 de diciembre de 2012 el proyecto LaNueve pero bajo la marca Nueve, un canal temático dirigido especialmente al público femenino convencional, con una programación diaria compuesta por miniseries, telenovelas, series, programas de televisión de actualidad, talent shows, espacios divulgativos y la emisión en directo durante varias horas de la casa de Gran hermano, además de la emisión de cine.
El 6 de mayo de 2014, La Siete y Nueve cesaron sus emisiones en abierto como consecuencia de una sentencia del Tribunal Supremo, que anuló las concesiones de emisión TDT para nueve canales por haber sido otorgadas sin el preceptivo concurso público que rige la Ley del Audiovisual.
Con todos estos cambios, la fusión entre Gestevisión Telecinco y Sogecuatro y la entrada de Telecinco y Telefónica en Canal+ concluyeron el 10 de noviembre de 2010 tras los continuos retrasos por parte de varios órganos del sistema español que no la veían con buenos ojos, como por ejemplo, la Comisión Nacional de la Competencia. Aun así, el 24 de diciembre de 2010 tuvo lugar un importante Consejo de Administración de Telecinco en Madrid y el día 28 se constituyó la nueva sociedad fruto de la fusión con Cuatro. Finalmente, el 1 de enero de 2011 se hizo efectiva la integración, pero no fue hasta el día 10 cuando se puso toda la maquinaria en movimiento.
Este acuerdo convierte a Mediaset España Comunicación en una de las mayores empresas de comunicación de España por cuota de audiencia. El grupo tiene un total de siete canales (anteriormente ocho) en TDT, siendo Telecinco, Cuatro, Factoría de Ficción, Boing, Divinity, Energy y Be Mad.
El presidente de la sociedad resultante (que mantuvo las marcas y líneas editoriales de ambas cadenas) es Alejandro Echevarría, con cuatro consejeros delegados que son Paolo Vasile, Giuseppe Tringali, Juan Luis Cebrián y Manuel Polanco.
En su primer mes como cadenas hermanas, Telecinco y Cuatro experimentaron un notable descenso de audiencia, solucionándose el bajón en febrero.

### Fusión de Mediaset Italia y Mediaset España
El 10 de junio de 2019, el grupo audiovisual anunció que los consejos de administración de Mediaset (Italia) y Mediaset España habían acordado la fusión de las dos compañías en el holding MFE-MediaForEurope. Este tendría su sede en los Países Bajos, aunque cotizaría en las bolsas de Italia y España, manteniendo además la actividad operativa de las dos sociedades que lo conforman y sus sedes en Cologno Monzese y Madrid, respectivamente, evitando una deslocalización. Asimismo, su actividad industrial y editorial no sufriría modificaciones, al igual que el empleo y la producción.
Por otro lado, lo que esta unión empresarial buscaría es la consolidación de Mediaset y su posible expansión a nivel internacional, aparte de desarrollar una plataforma al nivel de los operadores globales y de la tecnología para la publicidad del futuro. De este modo, la colaboración entre los grupos audiovisuales se fundamentaría en sinergias en lo que se refiere a la gestión tecnológica, la negociación de grandes contenidos y los costes, abriendo también otras posibilidades de negocio y aumentando previsiblemente sus inversiones. 
Por su parte, cabe destacar que esta empresa obtendría la participación del 9,6% de ProSiebenSat.1 Media. Este hecho se debe a que había sido adquirida previamente por Mediaset SPA.
Más tarde, el 11 de octubre de 2019, saltó la noticia de que el juzgado de lo Mercantil número 2 de Madrid había suspendido cautelarmente el acuerdo a causa de una impugnación por parte del grupo Vivendi, poseedor del 28,8% de las acciones de Mediaset, todo ello después de que se aprobaran los acuerdos sociales en la junta de Mediaset España del 4 de septiembre. El grupo francés consideró que la fusión había sido impuesta y que no respondía a una necesidad empresarial. Así, Mediaset España llevó el caso a la Audiencia Provincial de Madrid para que decidiera cuál de los dos grupos audiovisuales tenía razón.
A pesar de la suspensión y de la oposición de Vivendi, la junta general extraordinaria de accionistas de Mediaset España aprobó el 5 de febrero de 2020 los cambios en los estatutos propuestos para Media For Europe, además de lo relacionado con acciones especiales de voto y la gobernanza para la creación del holding. Así, los accionistas del grupo en España dieron el visto bueno a las propuestas de acuerdo del Consejo de Administración, tal y como habían hecho el 10 de enero los accionistas de Mediaset Italia.
También cabe destacar que mientras que el 3 de febrero de 2020 la justicia italiana rechazó los recursos de Vivendi contra la fusión, la española aplazó la vista sine die, la cual había sido fijada inicialmente para el 18 de febrero. Igualmente, se anunció que un tribunal neerlandés decidiría sobre el proyecto el 24 de febrero, el cual falló contra Vivendi y rechazó paralizar la fusión.
Por su parte, tanto el tribunal madrileño como el amsterdamés mantuvieron la suspensión de la fusión y en agosto de 2020 tras analizar la Resolución del Tribunal de Madrid que rechazaba la petición de Mediaset España por la que se solicitaba el levantamiento de la suspensión cautelar del proyecto, el Consejo de Administración del grupo español decidió suspenderlo, ya que le impedía concluir la operación en el plazo previsto con arreglo a la legislación neerlandesa (2 de octubre de 2020), constatando que el proyecto era irrealizable por razones técnicas. Aun así, buscarían una alternativa que consiguiera los mismos objetivos.
El 7 de julio de 2022, el grupo de comunicación italiano propiedad de Silvio Berlusconi Media For Europe amplió su accionariado sobre Mediaset España hasta alcanzar el 82,92%.
Finalmente, tras conseguir desencallar los diferentes asuntos que habían provocado la suspensión de la operación (incluida la salida de Vivendi), Mediaset aprobó en enero de 2023 su absorción por MFE-MediaForEurope, que culminaría en el segundo trimestre del año. Para llevarla a cabo, se realizó un canje de siete Acciones MFE clase A de nueva emisión, de las mismas características y con los mismos derechos que las Acciones MFE clase A existentes en ese momento por cada acción de Mediaset España, un canje calculado sobre la base de varias metodologías de valoración y referencias de valoración para las acciones de MFE y Mediaset España (en particular, el flujo de caja libre descontado, junto con el múltiplo de pares, los precios del mercado de valores y las calificaciones de los analistas). La fusión por absorción se hizo efectiva el 3 de mayo, momento en que dejó de cotizar en la bolsa española para hacerlo en la neerlandesa a través de MFE-MediaForEurope.

## Dirección

### Accionariado
| Accionista         | Capital social (%) |
| ------------------ | ------------------ |
| MFE-MediaForEurope | 100,00%            |
| Total              | 100,00%            |

#### Consejo de Administración
| Consejero                     | Fecha de nombramiento   | Cargo                | Categoría     | Accionista al que representa o por el que ha sido designado | Comisiones en las que participa                                                                               |
| ----------------------------- | ----------------------- | -------------------- | ------------- | ----------------------------------------------------------- | --- |
| Cristina Garmendia Mendizábal | 18 de abril de 2018     | Presidenta           | Independiente | –                                                           | Comisión de Auditoría y Cumplimiento, como vocal y Comisión de Nombramientos y Retribuciones, como presidenta |
| Fedele Confalonieri           | 21 de diciembre de 2000 | Vicepresidente       | Dominical     | MFE-MediaForEurope                                          | Comisiones Ejecutiva, de Auditoría y Cumplimiento y de Nombramientos y Retribuciones, como vocal              |
| Alessandro Salem              | 20 de diciembre de 2022 | Consejero delegado   | Ejecutivo     | MFE-MediaForEurope                                          | Comisión Ejecutiva, como vocal                                                                                |
| Massimo Musolino              | 9 de abril de 2008      | Consejero delegado   | Ejecutivo     | MFE-MediaForEurope                                          | Comisión Ejecutiva, como vocal                                                                                |
| Stefano Sala                  | –                       | Vocal                | Dominical     | MFE-MediaForEurope                                          | – |
| Marco Giordani                | 7 de mayo de 2003       | Vocal                | Dominical     | MFE-MediaForEurope                                          | Comisiones Ejecutiva y de Auditoría y Cumplimiento, como vocal                                                |
| Niccoló Querci                | 18 de abril de 2018     | Vocal                | Dominical     | MFE-MediaForEurope                                          | Comisión de Nombramientos y Retribuciones, como vocal                                                         |
| Gina Nieri                    | 18 de abril de 2018     | Vocal                | Dominical     | MFE-MediaForEurope                                          | Ninguna |
| Mario Rodríguez Valderas      | 9 de abril de 2008      | No vocal, secretario | –             | –                                                           | – |

### Organigrama
- Fuente: Estructura directiva de Mediaset España

| Directivo                                    | Área |
| -------------------------------------------- | --- |
| Cristina Garmendia Mendizábal                | Presidenta del Grupo Audiovisual Mediaset España Comunicación (respons. en el Área de Relaciones Institucionales) |
| Alessandro Salem                             | Consejero delegado del Grupo Audiovisual Mediaset España Comunicación (respons. en las Áreas de Gestión y Operaciones; Dirección General Corporativa; Comunicación y Relaciones Externas; Publiespaña; Contenidos; Informativos e Informativos Telecinco) |
| Massimo Musolino                             | Consejero delegado de Gestión y Operaciones del Grupo Audiovisual Mediaset España Comunicación |
| Francisco Javier Uría Iglesias               | Director de la división Económico-Financiera y Servicios |
| Eugenio Fernández Aranda                     | Director de la división de Tecnologías y Operaciones |
| Alicia Zamora Baeza                          | Directora de Recursos Humanos |
| Juan Antonio Moreno Planas                   | Director adjunto de Desarrollo Corporativo |
| Mario Rodríguez Valderas                     | Director general Corporativo y director de Relaciones Institucionales |
| Sandra María Fernández Hernández             | Directora de Comunicación y Relaciones Externas |
| Stefano Sala                                 | Presidente ejecutivo de Publiespaña |
| Davide Mondo                                 | Consejero delegado de Publiespaña |
| Manuel Villanueva de Castro                  | Director general de Contenidos |
| Francisco Moreno García                      | Director de la división de Informativos |
| Juan Pedro Valentín Padín                    | Director adjunto de Informativos y director de la división de Noticias Cuatro |
| Carlos Franganillo Hernández                 | Director de la división de Informativos Telecinco |
| Ghislain Barrois                             | Director de la división de Cine, Venta, Adquisición de Derechos y Distribución y consejero delegado de Mediterráneo Audiovisual |
| Álvaro Augustín Regañón                      | Director general de Telecinco Cinema |
| Jaime Guerra González                        | Director de la división de Producción de Contenidos |
| Javier López Cuenllas                        | Director de la división de Antena |
| Ana Bustamante Asenjo                        | Directora general de Mediterráneo Audiovisual |
| Luis Miguel Barrós Barbeito                  | Director de la división de Canales Digitales |
| Ana Bueno Mezquita                           | Directora Editorial Digital |
| Giuseppe Silvestroni                         | Director Comercial Editorial de Telecinco Cinema |
| Fernando Javier Ascorve                      | Director de Control de Gestión |
| Fernando Javier Sanz Calzón                  | Director de Administración |
| Ángel Santamaría Barrio                      | Director de Auditoría Interna |
| Félix Piñera Manso                           | Director de Relaciones Laborales y Compensación |
| Margarita Montiel García                     | Directora de Compras y Servicios Generales |
| Mariano García Sagospe                       | Director de Estudios e Infraestructuras |
| Ángel Juan de Pablo López                    | Director de la división Comercial |
| Alfonso Pérez Teijeiro                       | Director comercial de Medios Digitales |
| José Luis Villa Alegre                       | Director de Agencias |
| Salvador Figueros Hernández                  | Director de Marketing Comercial |
| Cristina Panizza Mieza                       | Directora de Operaciones y Servicios de Venta |
| José Alberto Alarcón Clemente                | Director adjunto de Antena |
| María Caldés Bolado                          | Directora de Operaciones de Antena |
| Ángel López Almendáriz                       | Director de Selección de Producción Ajena |
| Néstor Barreira López                        | Director del Área de Actualidad |
| Eduardo Escorial García                      | Director del Área de Entretenimiento |
| Óscar Forniés Gainzarain                     | Director de Producción del Área de Entretenimiento |
| David Cardona                                | Subdirector de Producción Ejecutiva del Área de Entretenimiento |
| María Zambrano                               | Directora del Área de Reality y Dating |
| Arantxa Écija BernalCristina Castilla García | Dirección del Área de Ficción |
| Paloma de la Fuente                          | Directora de Programación de Telecinco |
| Raúl López Palomar                           | Director de Programación de Cuatro |
| Sergio Sans                                  | Director de Programación de Canales Temáticos |
| Teresa de Rosendo Klecker                    | Director de Desarrollo de Proyectos de Telecinco Cinema |
| Manuel Sánchez-Ballesteros Barrio            | Director general de Gestión de Telecinco Cinema |
| Carlos de FranciscoEva Tribiño López         | Subdirectores de Informativos Telecinco |
| José Luis Fuentecilla Lastra                 | Subdirector de Noticias Cuatro |
| Rosa Lerchundi                               | Jefa de Nacional |
| Wilfried Oehling Durán                       | Jefe de Internacional |
| Yolanda Flores                               | Jefa de Economía |
| Fernando Sanz Guerrero-Strachan              | Jefe de Sociedad |
| Marisol Teso Hernández                       | Jefa de Cultura |
| Manuel Bartolomé Carreño Molina              | Jefe de Deportes |
| Federico Atienza Valero                      | Jefe de Producción de Informativos |
| Jorge Alonso Berroa                          | Jefe de Realización de Informativos |
| Juan Carlos García Castillo                  | Jefe de departamento de Broadcast Services de Atlas News |
| Javier Solano Cidoncha                       | Editor jefe de Atlas News y Jefe de Departamento Media Manager |
| Alejandro Martín Martín                      | Coordinador de producción del Servicio de Atlas News |

### Listado de presidentes y consejeros delegados
Presidentes
| Presidente                        | Inicio              | Final                   |
| --------------------------------- | ------------------- | ----------------------- |
| Germán Sánchez Ruipérez           | 10 de marzo de 1989 | 15 de enero de 1990     |
| Miguel Durán Campos               | 15 de enero de 1990 | 15 de mayo de 1996      |
| Alejandro Echevarría Busquet      | 15 de mayo de 1996  | 20 de abril de 2022     |
| Francisco de Borja Prado y Eulate | 20 de abril de 2022 | 31 de diciembre de 2023 |
| Cristina Garmendia Mendizábal     | 22 de mayo de 2024  | presente                |

Consejeros delegados
| Consejero delegado | Inicio                 | Final                   |
| --- | ---------------------- | ----------------------- |
| Pedro Higuera Delgado | 10 de marzo de 1989    | 15 de enero de 1990     |
| Valerio Lazarov Lessner | 15 de enero de 1990    | 3 de diciembre de 1994  |
| Maurizio Carlotti | 3 de diciembre de 1994 | 30 de marzo de 1999     |
| Paolo Vasile (área Editorial. Desde el 1/7/14, también el área de Publicidad) | 30 de marzo de 1999    | 31 de diciembre de 2022 |
| Giuseppe Tringali (área de Publicidad) | Octubre de 2001        | 1 de julio de 2014      |
| Alessandro Salem (área de Contenidos hasta junio de 2023. Desde junio de 2023: Gestión y Operaciones, Dirección General Corporativa, Comunicación y Relaciones Externas, Publiespaña, Contenidos, Informativos e Informativos Telecinco) | 1 de enero de 2023     | presente                |
| Massimo Musolino (área de Gestión y Operaciones) | 1 de enero de 2023     | presente                |
| Stefano Sala (área de Publicidad) | 1 de enero de 2023     | presente                |

## Presentadores del grupo
- Adriana Dorronsoro
- Alba Lago
- Alejandra Andrade
- Àlex Blanquer
- Alfonso Egea
- Ana Milán
- Ana Rosa Quintana
- Ana Terradillos
- Ángeles Blanco
- Antonio Santana
- Bea Archidona
- Bricio Segovia
- Carlos Franganillo
- Carlos Sobera
- Carmen Corazzini
- Carmen Porter
- Christian Gálvez
- Cristina Lasvignes
- César Muñoz
- Dani Martínez
- David Aleman
- Diego Losada
- Eduardo Abión
- Emma García
- Eugeni Alemany
- Flora González
- Frank Blanco
- Iker Jiménez
- Ion Aramendi
- Isabel Jiménez
- Jano Mecha
- Jesús Calleja
- Jesús Vázquez
- Joaquín Prat
- Jon Sistiaga
- Jorge Javier Vázquez
- Joseba Larrañaga
- José Luis Vidal
- Laila Jiménez
- Laura Madrueño
- Lucía Taboada
- Luján Argüelles
- Luis García
- Manu Carreño
- Manu Marlasca
- María Casado
- María Verdoy
- Marta Reyero
- Matías Prats
- Mónica Sanz
- Nacho Abad
- Nacho Medina
- Patricia Pardo
- Ricardo Reyes
- Risto Mejide
- Roberto Arce
- Rosalía Fernández
- Rosemery Alker
- Sandra Barneda
- Santi Acosta
- Santi Millán
- Terelu Campos
- Valeria Mazza
- Verónica Dulanto
- Xuso Jones

### Mediaset Infinity
- Andrea Vicente
- Cruz Sánchez de Lara
- Iban García
- Mamen Sala
- Marina Rivers
- Nagore Robles
- Sandra Barneda

## Derechos deportivos
En 2003, Telecinco adquirió los derechos de la Fórmula 1 que emitió de 2004 a 2008, coincidiendo con la eclosión del piloto español Fernando Alonso campeón mundial en 2005 y 2006. En 1994 la cadena ya había adquirido también los derechos hasta el año 1996 con Ángel Marco y Gonzalo Serrano como comentaristas. Telecinco consiguió altas audiencias en estas retransmisiones, a veces incluso por encima del fútbol: el Gran Premio de Brasil de 2005 -carrera en que se proclamó campeón matemáticamente Alonso- obtuvo 8 millones de espectadores de audiencia media y en el Gran Premio de Brasil de 2006 —donde revalidó su título— fue visto por 12 millones de espectadores. Las retransmisiones estaban presentadas por Antonio Lobato y Gonzalo Serrano desde la cabina, con Víctor Seara en el pit lane, y los comentarios del piloto Pedro de la Rosa hasta que en 2006 regresó a la competición. 
En la temporada 2007/08 -coincidiendo con el final de sus derechos sobre el Mundial de Fórmula 1- la cadena inició una nueva política con la adquisición de derechos para retransmitir eventos futbolísticos. Así, en octubre de 2007 la cadena retransmitió por primera vez en su historia un partido de la Liga de Primera División y en abril de 2008 emitió la final de la Copa del Rey. 
En diciembre de 2008 adquirió los derechos para retransmitir en abierto la Liga Europa de la UEFA durante tres temporadas (de 2009 a 2012), la Copa FIFA Confederaciones 2009 y la Copa Mundial de Clubes de la FIFA 2009.
En noviembre de 2009, Telecinco compró los derechos de la Copa Mundial de Clubes de la FIFA hasta 2011, tras la adquisición de sus derechos de retransmisión para tres años. Además, la cadena ofreció en directo la participación del Fútbol Club Barcelona en las semifinales del torneo y su presencia en la final. La Copa Mundial de Clubes de la FIFA es un torneo renovado por la FIFA que sucede a la Copa Intercontinental.

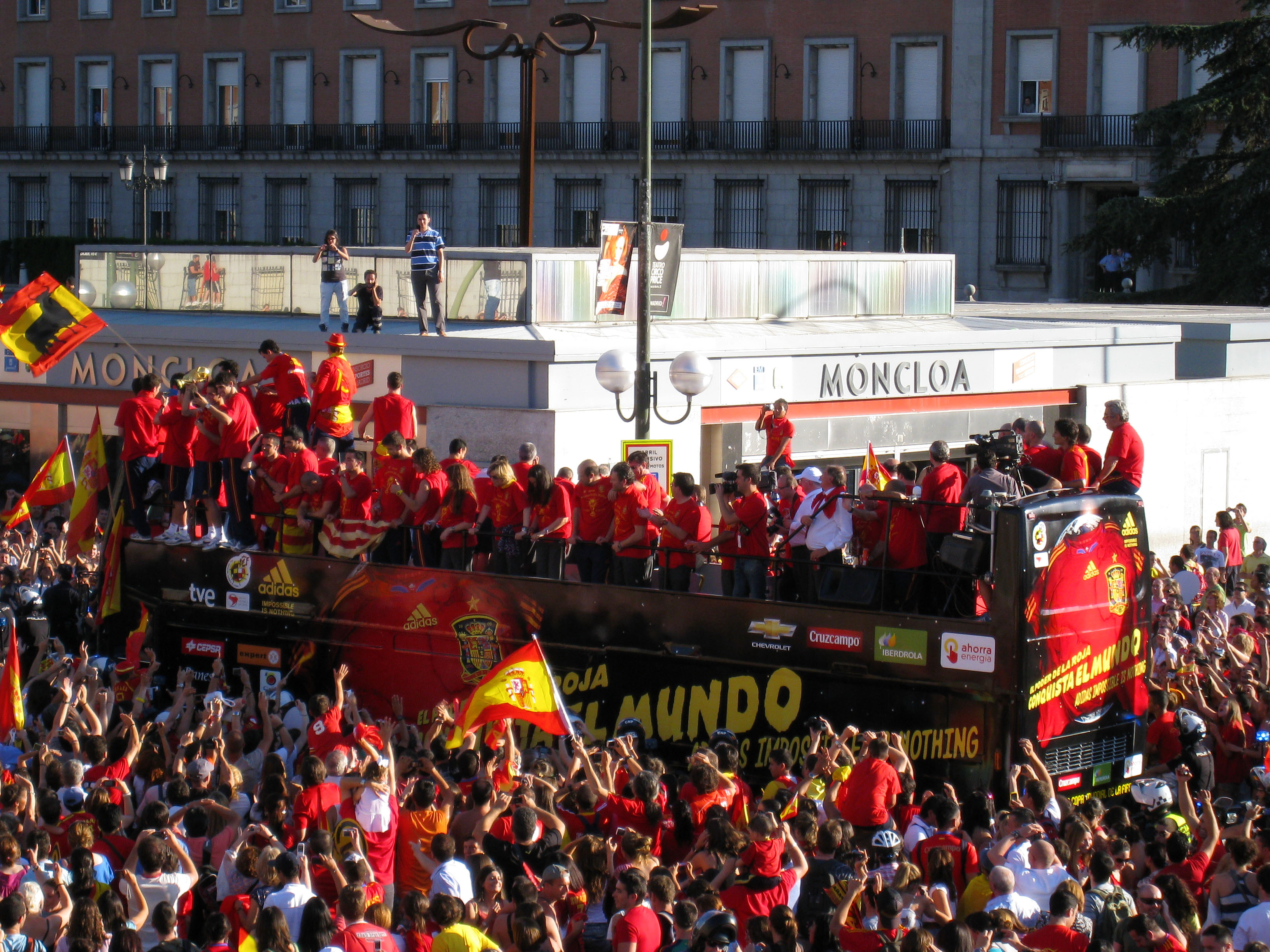
La Roja celebrando el título de Campeona del Mundo el 12 de julio de 2010 en Madrid.

En 2010, Telecinco adquiere los derechos de ocho de los 64 partidos de la Copa Mundial de Fútbol: el inaugural, los tres partidos de España en la fase previa, un partido de octavos, otro de cuartos, una semifinal y la final. Casi 13 millones de espectadores —12.969.000— siguieron la final que disputaron las selecciones de España y Holanda en Telecinco. 'La Roja' se proclamó finalmente Campeona del Mundo en la prórroga frente a 14.582.000 espectadofes y un 80,3% de cuota de pantalla.
En marzo de 2010, Telecinco alcanzó un acuerdo con Dorna Sports para la emisión del Campeonato Mundial de Motociclismo desde 2012 a 2016. Así, la cadena privada retransmitió por primera vez el campeonato de MotoGP después de treinta años de emisión en La 1.
En mayo de 2011, Mediaset España adquirió los derechos de los 31 partidos de la Eurocopa 2012 para la emisión en sus canales generalistas, Telecinco y Cuatro y los derechos de retransmisión de la Eurocopa Sub-21 entre 2011 y 2013. El 29 de noviembre de 2011, Mediaset España adquirió los derechos de seis encuentros de la Copa del Rey para la temporada 2011/2012. 
El 12 de abril de 2012, Mediaset España renovó los derechos de emisión en abierto de la Liga Europa de la UEFA por tres temporadas más hasta 2015. El grupo que ya se hizo en 2009 con los derechos por tres temporadas de la Liga Europa de la UEFA, repite tres años después debido al éxito de audiencia. Además, en el mismo mes arrebata los derechos del Torneo de Roland Garros a RTVE para ofrecer en exclusiva el torneo de tenis en los canales del grupo bajo la marca unificada Mediaset Sport.
El 11 de junio de 2013 anunció la compra de 25 partidos de la Copa Mundial de Fútbol de 2014. Además, emitió el Campeonato Europeo de Baloncesto Masculino de 2013, la Copa Mundial de Baloncesto de 2014 y el Campeonato Europeo de Baloncesto Masculino de 2015.
En enero de 2015, Mediaset adquiere los derechos de los partidos amistosos de la Selección de fútbol de España y de la Selección de fútbol sub-21 de España y de las finales de la Copa del Rey y Supercopa de España hasta 2018. En 2015 y 2017, Mediaset volvió a emitir la Eurocopa Sub-21.
El 25 de mayo de 2016, el grupo adquirió los derechos de 23 de los 51 partidos de la Eurocopa 2016, mientras que los 28 restantes los emitió la UEFA en su web. En mayo de 2016, el grupo adquirió los derechos del Campeonato Europeo de Baloncesto Masculino de 2017, Copa Mundial de Baloncesto de 2019 y del Campeonato Europeo de Baloncesto Masculino de 2022, así como los choques clasificatorios que disputara la selección nacional para los dos últimos campeonatos.
En 2017, en el mes de junio, el grupo audiovisual volvió a emitir la final del Torneo de Roland Garros en la que Rafael Nadal se proclamó campeón por décima ocasión y en diciembre compró en exclusiva los 64 partidos del Copa Mundial de Fútbol de 2018. 
En agosto de 2018, el grupo compró la Eurocopa 2020 en exclusiva y un paquete -con opción preferente- de 80 partidos clasificatorios y amistosos de selecciones extranjeras para la Eurocopa 2020 y la Copa Mundial de Fútbol de 2022, así como de la Liga de Naciones de la UEFA (2018-2019/2020-2021).

## Audiencias
Evolución mensual del conjunto de los canales del grupo, según las mediciones de audiencia elaboradas por Kantar Media. Están en azul los meses en que fue líder de audiencia, en verde los máximos históricos y en rojo los mínimos históricos.
| Año  | Enero  | Febrero | Marzo | Abril | Mayo  | Junio | Julio | Agosto | Septiembre | Octubre | Noviembre | Diciembre | Media anual |
| ---- | ------ | ------- | ----- | ----- | ----- | ----- | ----- | ------ | ---------- | ------- | --------- | --------- | ----------- |
| 2011 | 24,8%* | 25,8%   | 25,9% | 25,0% | 26,4% | 27,7% | 28,7% | 27,4%  | 26,0%      | 26,6%   | 26,4%     | 26,3%     | 26,2%       |
| 2012 | 26,9%  | 27,5%   | 27,9% | 26,8% | 27,5% | 31,8% | 28,4% | 27,2%  | 28,8%      | 28,8%   | 28,4%     | 27,9%     | 28,1%       |
| 2013 | 27,9%  | 28,8%   | 28,4% | 28,6% | 28,7% | 30,4% | 28,7% | 29,2%  | 29,5%      | 29,6%   | 29,0%     | 29,1%     | 29,0%       |
| 2014 | 28,5%  | 29,7%   | 30,1% | 29,2% | 30,8% | 33,0% | 32,6% | 31,1%  | 31,1%      | 31,2%   | 31,3%     | 30,5%     | 30,7%       |
| 2015 | 30,8%  | 31,9%   | 31,6% | 31,0% | 31,8% | 31,5% | 31,2% | 30,6%  | 31,4%      | 30,4%   | 30,1%     | 30,2%     | 31,0%       |
| 2016 | 29,0%  | 29,3%   | 30,1% | 30,6% | 30,7% | 33,7% | 31,4% | 29,5%  | 30,3%      | 29,7%   | 29,8%     | 30,2%     | 29,8%       |
| 2017 | 28,6%  | 28,7%   | 29,2% | 28,9% | 29,8% | 30,4% | 30,0% | 28,3%  | 28,1%      | 26,6%   | 28,5%     | 27,4%     | 28,7%       |
| 2018 | 27,3%  | 27,6%   | 28,7% | 29,5% | 28,9% | 33,0% | 30,3% | 27,5%  | 28,1%      | 28,5%   | 29,2%     | 27,5%     | 28,8%       |
| 2019 | 27,5%  | 28,0%   | 28,2% | 28,0% | 29,7% | 30,6% | 29,7% | 27,7%  | 29,6%      | 29,2%   | 29,6%     | 29,5%     | 28,9%       |
| 2020 | 28,0%  | 29,6%   | 27,3% | 28,2% | 29,9% | 29,6% | 29,5% | 28,2%  | 28,2%      | 28,1%   | 29,0%     | 27,0%     | 28,4%       |
| 2021 | 26,8%  | 28,0%   | 28,9% | 28,9% | 28,3% | 31,2% | 30,6% | 27,2%  | 27,4%      | 27,8%   | 27,6%     | 26,6%     | 28,2%       |
| 2022 | 26,7%  | 27,0%   | 25,7% | 25,6% | 26,5% | 27,3% | 27,6% | 25,8%  | 26,0%      | 26,3%   | 25,4%     | 24,4%     | 26,2%       |
| 2023 | 25,3%  | 26,3%   | 26,5% | 26,5% | 26,2% | 26,1% | 24,5% | 24,8%  | 24,6%      | 24,9%   | 25,1%     | 25,8%     | 25,6%       |
| 2024 | 25,2%  | 25,7%   | 26,1% | 25,7% | 25,5% | 24,4% | 23,8% | 24,0%  | 24,8%      | 24,3%   | 24,6%     | 24,0%     | 24,9%       |
| 2025 | 24,2%  | 24,9%   | 25,6% | 25,0% | 24,5% | 25,4% | 24,7% |        |            |         |           |           |             |

(*) Inicio del grupo tras la fusión, desde enero se comenzaron a contabilizar las audiencias de todos los canales de Mediaset España.